# Uhtred el Audaz
Uhtred el Audaz o Uhtred de Bebbanburg (en inglés Uhtred the Bold) fue conde de Northumbria desde 1006 hasta que fue asesinado en 1016. Era hijo de Waltheof I, ealdorman de Bamburgh, siendo su familia antiguos monarcas del castillo de Bamburgh sobre la costa de Northumbria.

## Biografía
En el año 995, Uhtred y sus monjes ayudaron al obispo Aldhun a trasladar su sede desde Chester-le-Street a Durham. Gracias a ello, el obispo fundó su nueva catedral, convirtiéndose en obispo de Durham. En la misma época, Uhtred se casó con la hija de Aldhun —Ecgfrida— y recibió varias propiedades que habían pertenecido a la iglesia.
En el año 1006, Malcolm II de Escocia invadió Northumbria y sitió la recientemente fundada ciudad episcopal de Durham. En ese momento los daneses estaban atacando el sur de Inglaterra y el rey Etelredo no podía enviar ayuda a la gente de Northumbria. El ealdorman Waltheof era demasiado viejo para pelear y permaneció dentro de su castillo en Bamburgh. El ealdorman Ælfhelm de York tampoco decidió involucrarse. Uhtred, en nombre de su propio padre, conformó un ejército de Bernicia y de Yorkshire para atacar a los escoceses. Uhtred salió victorioso y el rey Etelredo, en agradecimiento, lo nombró ealdorman de Bamburgh, a pesar de que su padre -Waltheof- aún estaba vivo. Mientras tanto, Etelredo logró asesinar al ealdorman Ælfhelm de York, y le concedió el título de ealdorman a Uhtred. Como resultado, se unificó el norte y el sur de Northumbria bajo la casa de Bamburgh.
Luego de convertirse en ealdorman de York, Uhtred se separó de su mujer, Ecgfrida, y devolvió las propiedades de la iglesia que él había obtenido a través de ella. En un esfuerzo por hacer alianzas políticas con los daneses en Deira, Uhtred se casó con Sige, hija de Styr Ulfson, un ciudadano rico de York. Uhtred y Sige tuvieron dos hijos, Eadulf -posteriormente Eadulf III- y Gospatric.
En 1013 el rey Sweyn Forkbeard de Dinamarca invadió Inglaterra, y navegó río arriba por el Humber y el río Trent hacia el pueblo de Gainsborough. Uhtred y todos los daneses del norte se entregaron allí. En 1013 Etelredo fue forzado al exilio en Normandia. Luego que Londres se rindió a Sweyn, este fue aceptado como primer rey danés en Navidad de 1013. Su reinado duró tan sólo cinco semanas. Al morir Sweyn, Etelredo regresó de su exilio y retomó su reinado. Uhtred, junto con muchos otros, expresó su lealtad a Etelredo. Uhtred también se casó con Ælfgifu, hija de Etelredo, en esta época.
En 1016 Uhtred hizo campaña con Edmundo II de Inglaterra, hijo de Etelredo, en Cheshire y los condados aledaños. Juntos arrasaron aquellos condados que rehusaron ayudarlos contra los daneses. Mientras Uhtred se encontraba lejos de sus tierras, Canuto II, hijo de Sweyn, invadió Yorkshire. Las fuerzas de Canuto eran demasiado fuertes y numerosas para ser vencidas, lo que llevó a Uhtred a rendirse ante él. Canuto lo convocó a una reunión, y en el camino Uhtred y cuarenta de sus hombres fueron asesinados por Thurbrand, "la bodega" (en inglés Thurbrand the Hold),  con la ayuda del sirviente de Uhtred, Wighill, y con la complicidad de Canuto. Uhtred fue sucedido en Bernicia por su hermano, Ataulfo Cudel. Canuto nombró a Eirik Hákonarson ealdorman de Northumbria del sur.

## Descendencia
La muerte de Uhtred en manos de Thurbrand provocó una contienda sangrienta que duró por generaciones. Ealdred, hijo de Uhtred, vengó a su padre, asesinando a Thurbrand. Pero Ealdred fue asesinado por Carl, hijo de Thurbrand. La venganza de Ealdred recién se cumpliría en los años 1070, cuando Waltheof, nieto de Ealdred, hizo que sus soldados asesinaran a la mayoría de los hijos y nietos de Carl. Este es un ejemplo de las contiendas sangrientas en Northumbria tan comunes en aquellos tiempos.
La dinastía de Uhtred continuó reinando en Bernicia a través de Ealdred, conde de Bamburgh (asesinado en 1038) -hijo de Uhtred con su esposa Ecgfrida- y de Eadulf III (asesinado en 1041) -hijo de Uhtred con su esposa Sige-, y Osulf -hijo de Eadulf- fue conde de Northumbria por un breve período en 1067 hasta que también él fuera asesinado. Gospatric, hermano de Eadulf, inició la dinastía de la familia Swinton. Su hijo, Eadulf Rus, asesinó a William Walcher, obispo de Durham. Este hecho provocó que Guillermo I de Inglaterra enviara un ejército hacia el norte para hostigar esa región nuevamente. Uhtred y su esposa Ælfgifu tuvieron una hija llamada Ealdgyth. Esta se casó con Maldred, hermano de Duncan I de Escocia, y tuvieron un hijo —Gospatric— quien fue conde de Northumbria desde 1068 a 1072.